# Acacia podalyriifolia

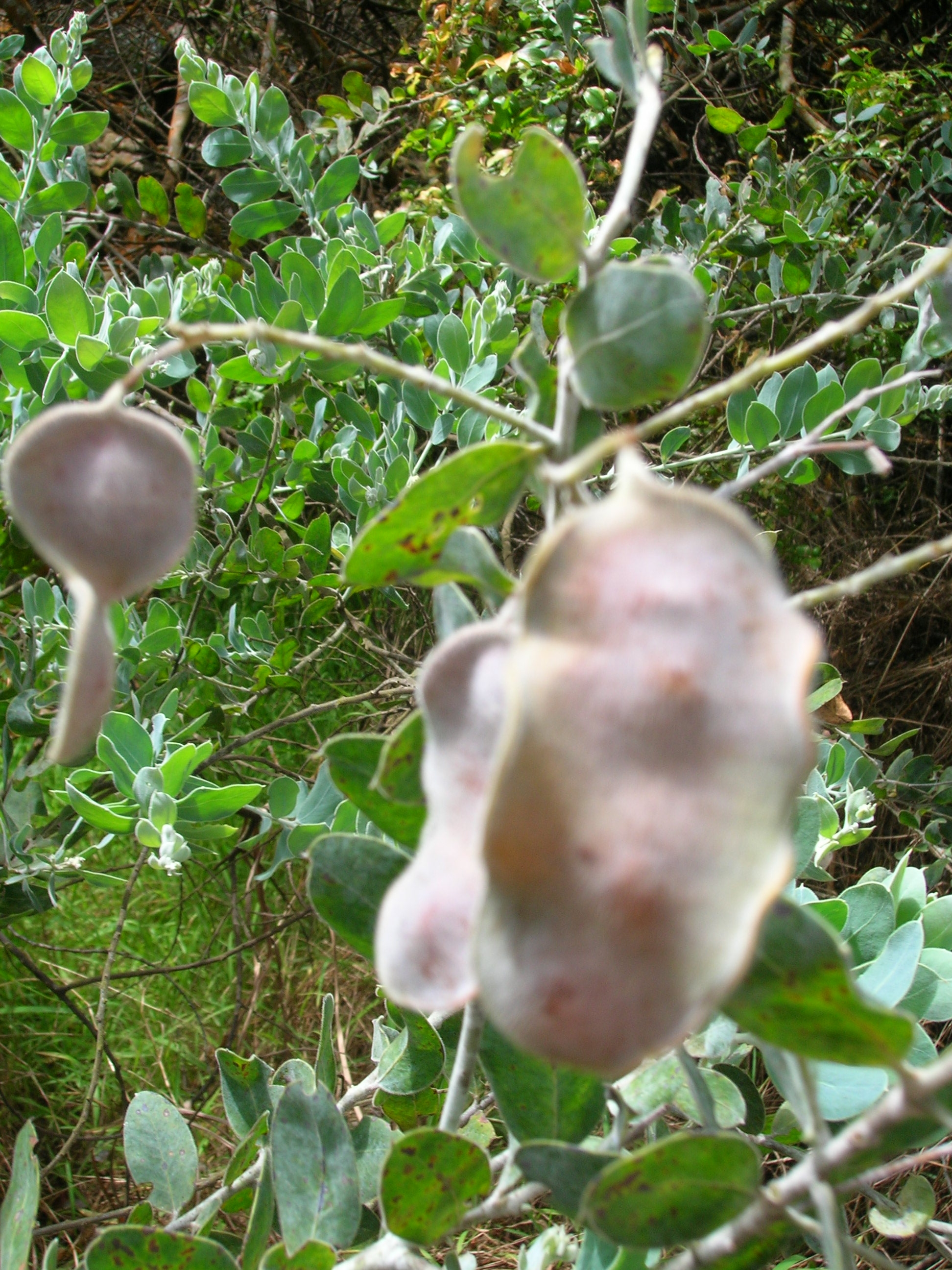
Frutos de Acacia podalpodalyriifolia - Foto de Forest & Kim Starr

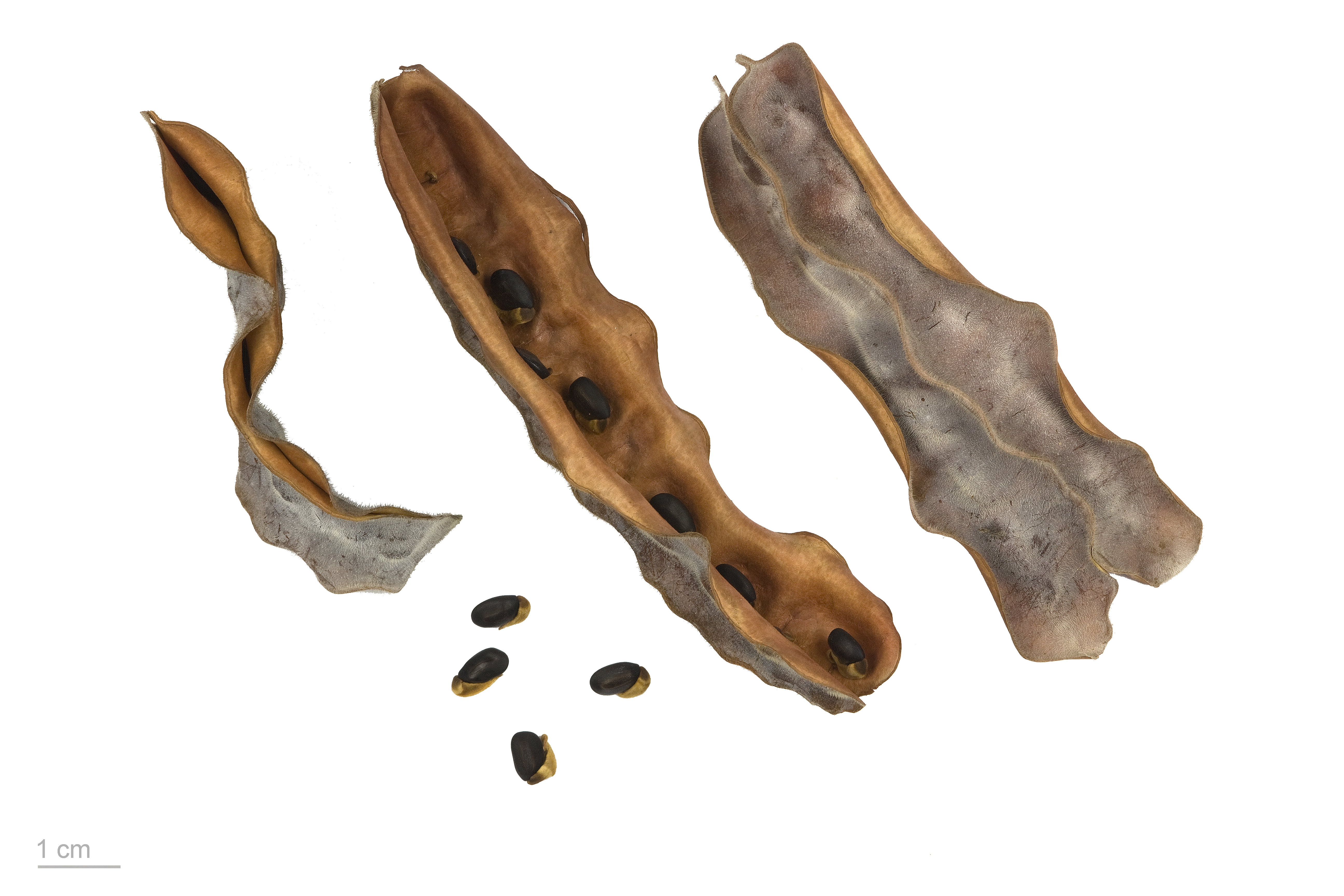
Acacia podalyriifolia

Acacia podalyriifolia es un árbol perenne de crecimiento rápido y ampliamente cultivado. Es originario de Queensland, Australia, pero también se ha naturalizado en Malasia, África, India y Sudamérica. Sus usos incluyen la administración medioambiental y también se usa como un árbol ornamental. Está estrechamente emparentado con la Acacia uncifera. Crece hasta alrededor de 5 m de altura y alrededor de lo mismo en anchura total.

## Descripción
De habito simpodial, es un árbol o arbusto de copa redondeada, con ramas arqueadas y péndulas que puede alcanzar entre los 6 y 8 metros.
Sus hojas son ausentes, reducidas a filodios pubescentes, gris plateados, a veces glabros oblongos hasta ovoides (2-4,5 cm x 1-2,5 cm), penninervados, con 1 o 2 glándulas marginales, cortamente perciolados, su follaje es persistente.

### Coindiciones de cultivo
Resiste bajas temperaturas y heladas, soporta vientos fuertes y algo de sombra, aunque prefiere lugares soleados. Prolifera en suelos arenosos y humíferos.

### Otros datos
Sus frutos son legumbres anchas, aplanadas (4-8 cm x 1,5-2 cm), su madera es color rosáceo, veteado llamativo
Su reproducción es por semillas o por injertos sobre pie de A. retinoides, su floración es abundante y muy aromática, la corteza contiene entre 12 y 40 % de tanino.

## Taxonomía
Acacia podalyriifolia fue descrita por A.Cunn. ex G.Don y publicado en A General History of the Dichlamydeous Plants 2: 405. 1832.
Etimología
Ver: Acacia: Etimología
Sinonimia:
- Acacia fraseri Hook.
- Acacia podalyriaefolia A.Cunn.
- Acacia podalyriaefolia A.Cunn. var. viridis Guilf.
- Acacia podalyriifolia Loudon
- Acacia podalyriifolia G.Don var. typica Domin
- Acacia podalyriifolia G.Don var. viridis Guilf.
- Racosperma podalyriifolia (G.Don) Pedley
- Racosperma podalyriifolium (G.Don) Pedley[3]